# Aleksandrowa (rejon szarkowszczyński)
Aleksandrowa (biał. Александрова, ros. Александрово, Aleksandrowo) – chutor na Białorusi, w obwodzie witebskim, w rejonie szarkowszczyńskim, w sielsowiecie Stanisławowo. W 2019 liczył 1 mieszkańca.